# Hister wenzeli
Hister wenzeli är en skalbaggsart som beskrevs av Michael S. Caterino 1999. Hister wenzeli ingår i släktet Hister och familjen stumpbaggar. Inga underarter finns listade i Catalogue of Life.